# Liste der Bahnbetriebswerke in Deutschland
Diese Liste der Bahnbetriebswerke in Deutschland enthält alle Bahnbetriebswerke in den Grenzen des Deutschen Reiches von 1937, welche als selbstständige Dienststellen im Zeitraum von 1920 bis 1994 jemals bestanden. Aufgegliedert in Direktionsbezirke vom Stand 1994 mit Ausnahme der Direktionen östlich der heutigen Oder-Neiße-Grenze. Die Jahreszahlen in Klammern geben das Jahr der Auflösung als selbständige Dienststelle an.

## Direktion Berlin
Reichsbahnämter Senftenberg und Cottbus bis 1990 in Reichsbahndirektion Cottbus
Bw Basdorf (1956) · Bw Berlin Anhalter Bahnhof (1952) · Bw Berlin-Gesundbrunnen (1952) · Bw Berlin-Grunewald · Bw Berlin-Grünau · Bw Berlin Hundekehle · Bw Berlin Lehrter Bahnhof · Bw Berlin-Lichtenberg · Bw Berlin Nordbahnhof · Bw Berlin-Pankow · Bw Berlin Papestraße · Bw Berlin Potsdamer Güterbahnhof · Bw Berlin-Rummelsburg · Bw Berlin Ostbahnhof · Bw Berlin-Schöneweide · Bw Berlin-Tempelhof · Bw Berlin-Wannsee · Bw Berlin-Westend · Bw Cottbus · Bw Elsterwerda · Bw Erkner · Bw Forst · Bw Frankfurt (Oder) Pbf · Bw Frankfurt (Oder) Vbf · Bw Guben · Bw Hoyerswerda · Bw Jüterbog · Bw Luckau · Bw Lübbenau · Bw Muskau · Bw Potsdam · Bw Seddin · Bw Senftenberg · Bw Straupitz (1964) · Bw Wriezen · Bw Wustermark Vbf · Bw Falkenberg · Bw Eberswalde · Bw Templin · Bw Brandenburg · Bw Lutherstadt Wittenberg

## Direktion Breslau
Bw Breslau Hbf · Bw Breslau-Freiburger Bf · Bw Breslau-Mochbern · Bw Brockau · Bw Brieg · Bw Königszelt · Bw Glatz · Bw Strehlen · Bw Kamenz · Bw Oels · Bw Schweidnitz · Bw Liegnitz · Bw Arnsdorf · Bw Sagan · Bw Sommerfeld · Bw Kohlfurt · Bw Hirschberg Hbf · Bw Lauban · Bw Schlauroth · Bw Waldenburg-Dittersbach · Bw Trautenau

## Direktion Dresden
Reichsbahnamt Bautzen bis 1990 in Reichsbahndirektion Cottbus
Bw Adorf · Bw Arnsdorf · Bw Aue · Bw Bautzen · Bw Bischofswerda · Bw Buchholz · Bw Dresden · Bw Dresden-Altstadt · Bw Dresden-Friedrichstadt · Bww Dresden Hbf · Bw Dresden-Pieschen (1965) · Bw Chemnitz Hbf · Bw Chemnitz-Hilbersdorf · Bw Döbeln · Bw Falkenstein (1966) · Bw Flöha · Bw Freiberg · Bw Glauchau · Bw Görlitz · Bw Greiz (1962) · Bw Kamenz · Bw Kirchberg · Bw Löbau · Bw Mügeln (1967) · Bw Nossen · Bw Pirna · Bw Pockau-Lengefeld · Bw Reichenbach · Bw Riesa · Bw Rochlitz · Bw Bad Schandau · Bw Schwarzenberg (1955) · Bw Thum (1966) · Bw Werdau (1967) · Bw Wilsdruff (1972) · Bw Zittau · Bw Zwickau (1970)

## Direktion Erfurt
Bw Arnstadt (um 1993) · Bw Artern (1950) · Bw Coburg · Bw Eisenach (2004) · Bw Erfurt · Bw Gera · Bw Gerstungen (1952) · Bw Gotha (1974) · Bw Meiningen (1999) · Bw Naumburg · Bw Nordhausen · Bw Probstzella · Bw Saalfeld · Bw Suhl · Bw Sonneberg · Bw Sangerhausen · Bw Vacha (1974) · Bw Weimar (1967) · Bw Weißenfels · Bw Zeitz

## Direktion Essen
Teile bis 1974 in Reichsbahndirektion Elberfeld (ab 1930: Wuppertal)
Bw Altenhundem (1966) · Bw Arnsberg (1953) · Bw Bestwig (1982) · Bw Betzdorf (1982) · Bw Bielefeld (1985) · Bw Bocholt (1953) · Bw Bochum-Dahlhausen (1969) · Bw Bochum-Langendreer (1966) · Bw Bochum Nord (1954) · Bw Brügge (Westf.) (1953) · Bw Coesfeld (1951) · Bw Dortmund Bbf · Bw Dortmunderfeld (1960) ·Bw Dortmund Rbf (1982) · Bw Dortmund Süd (1953) · Bw Duisburg Hbf (1966) · Bw Duisburg-Wedau (1977) · Bw Duisburg-Ruhrort Hafen (1966) · Bw Erndtebrück (1963) · Bw Essen Hbf (1986) · Bw Essen Nord (1961) · Bw Finnentrop (1976) · Bw Fröndenberg (1954) · Bw Gelsenkirchen-Bismarck (1982) · Bw Gelsenkirchen Hbf (1951) · Bw Gronau (1957) · Bw Gütersloh (1969) · Bw Hagen-Eckesey · Bw Hagen Gbf (1968) · Bw Hagen-Vorhalle (1966) · Bw Haltern (1967) · Bw Hamm · Bw Hattingen (1951) · Bw Herford (1954) · Bw Herne (1953) · Bw Holzwickede (1954) · Bw Kettwig (1953) · Bw Kreuztal (1953) · Bw Kupferdreh (1953) · Bw Letmathe (1960) · Bw Mülheim-Speldorf (1953) · Bw Mülheim-Styrum (1954) · Bw Münster (1985) · Bw Oberhausen Hbf (1978) · Bw Oberhausen-Osterfeld Süd · Bw Oberhausen West (1959) · Bw Olpe (1953) · Bw Paderborn (1983) · Bw Recklinghausen Hbf (1970) · Bw Siegen · Bw Soest (1967) · Bw Schwerte (1966) · Bw Wanne-Eickel (1995) · Bw Wesel (1966) · Bw Witten (1953)

## Direktion Frankfurt (Main)
Bw Alzey (1952) · Bw Bebra · Bw Bingerbrück (1965) · Bw Darmstadt-Hbf (2009) · Bw Darmstadt-Kranichstein (1960) · Bw Dillenburg (1984) · Bw Elm (1951) · Bw Eschwege-West (1974) · Bw Frankenberg (1956) · Bw Frankfurt 1 · Bw Frankfurt 2 · Bw Frankfurt 3 (1958) · Bw Frankfurt-Griesheim 4 (1967) · Bw Frankfurt-Ost (1960) · Bw Friedberg (1982) · Bw Fulda · Bw Gießen (2003)· Bw Hanau (1989) · Bw Kassel · Bw Limburg · Bw Mainz-Bischofsheim (1984) · Bw Mainz-Hbf (1990) · Bw Marburg (1983) · Bw Offenbach (1958) · Bw Treysa (1967) · Bw Weinheim (1958) · Bw Wetzlar (1962) · Bw Wiesbaden (1981) · Bw Worms (1984)

## Direktion Halle (Saale)
Teile bis 1990 in Reichsbahndirektion Magdeburg
Bw Altenburg · Bw Aschersleben · Bw Bernburg · Bw Bitterfeld (1968) · Bw Blankenburg (Harz) · Bw Brandenburg-Altstadt · Bw Brandenburg Hbf · Bw Burg (b. Magd) (Schmalspur-Bw, 1957) · Bw Dessau · Bw Eilenburg (1967) · Bw Eilsleben · Bw Engelsdorf · Bw Halberstadt (2003) · Bw Falkenberg (Elster) · Bw Großkorbetha (1960) · Bw Güsten · Bw Haldensleben · Bw Halle G · Bw Halle Klaustor · Bw Halle P · Bw Jerichow · Bw Köthen · Bw Leipzig Bayer Bf · Bw Leipzig Hbf Nord · Bw Leipzig Hbf Süd · Bw Leipzig Hbf West · Bw Leipzig-Plagwitz · Bw Leipzig-Wahren · Bw Magdeburg Hbf · Bw Magdeburg-Buckau · Bw Magdeburg-Rothensee · Bw Merseburg · Bw Meuselwitz · Bw Oebisfelde · Bw Oschersleben · Bw Röblingen am See (1992) · Bw Roßlau · Bw Salzwedel · Bw Staßfurt · Bw Stendal · Bw Torgau · Bw Wernigerode Westerntor (Schmalspur-Bw, 1993) · Bw Wittenberg · Bw Zeitz

## Direktion Hamburg
Bw Buchholz (Kreis Harburg) (1980) · Bw Cuxhaven (1960) · Bw Eckernförde (bis mind. 1926) · Bw Flensburg · Bw Hamburg-Altona (1983) · Bw Hagenow Land bis 31. August 1945 · Bw Hamburg-Berliner Bahnhof (1966) · Bw Hamburg-Eidelstedt · Bw Hamburg-Harburg (1980) · Bw Hamburg-Ohlsdorf · Bw Hamburg-Rothenburgsort (1972) · Bw Hamburg-Wilhelmsburg · Bw Heide (1953) · Bw Heiligenhafen (1963) · Bw Husum (1986) · Bw Itzehoe (1963) · Bw Kiel · Bw Lübeck · Bw Lüneburg (1960) · Bw Neumünster (1970) · Bw Puttgarden (1982) · Bw Rendsburg (1954)

## Direktion Hannover
Bw Altenbeken · Bw Börßum (1958) · Bw Bremen Hbf · Bw Bremen Rbf (1984) · Bw Bremen Walle (1957) · Bw Bremerhaven Geestemünde (1966) · Bw Bremerhaven (Lehe) · Bw Braunschweig Hbf (1960) · Bw Braunschweig Vbf · Bw Celle (1964) · Bw Delmenhorst (1973) · Bw Emden · Bw Göttingen Pbf · Bw Göttingen Vbf (1965) · Bw Goslar (1972) · Bw Hameln (1982) ·Bw Hannover Hbf · Bw Hannover Hgbf (1968) · Bw Hannover-Linden (1965) ·  Bw Helmstedt (1967) · Bw Hildesheim (1986) ·Bw Holzminden (1978) · Bw Jerxheim (1924) ·  Bw Kirchweyhe (1968) · Bw Kreiensen (1963) · Bw Löhne (1984) · Bw Lehrte (1976) · Bw Minden (1969) · Bw Nienburg (Weser) (1973) · Bw Norden (1953) · Bw Nordenham (1983) · Bw Nordstemmen (1951) · Bw Northeim (1978) · Bw Oldenburg Hbf · Bw Oldenburg Vbf (1967) · Bw Osnabrück Hbf · Bw Osnabrück Rbf (1967) · Bw Ottbergen (1976) · Bw Rahden (1978) · Bw Rheine Pbf (1964) · Bw Rheine Rbf (1983) · Bw Scherfede (1950) · Bw Seelze · Bw Seesen (1954) · Bw Soltau (1960) · Bw Uelzen (1982) · Bw Wangerooge · Bw Warburg (1959) · Bw Wilhelmshaven (1961) · Bw Wunstorf (1951)

## Direktion Karlsruhe
Bw Basel Bad (1957) · Bw Bruchsal (1958) · Bw Freiburg · Bw Heidelberg (1989) · Bw Haltingen · Bw Karlsruhe Hbf · Bw Karlsruhe Rbf (1960) · Bw Konstanz (1968) · Bw Landau (1983) · Bw Ludwigshafen (1986) · Bw Mannheim Hbf (1954) · Bw Mannheim Rbf · Bw Neckarelz (1954) · Bw Neustadt (1958) · Bw Offenburg · Bw Radolfzell (1985) · Bw Singen · Bw Villingen (1977) · Bw Waldshut (1967)

## Direktion Köln
Teile bis 1974 in Reichsbahndirektion Elberfeld (ab 1930: Wuppertal)
Bw Aachen Hbf (1963) · Bw Aachen West · Bw Altenkirchen (1979) · Bw Bensberg (1951) · Bw Bergheim (1961) · Bw Bonn (1960) · Bw Düsseldorf Abstellbahnhof, Bw Düsseldorf-Derendorf (1981) · Bw Düsseldorf Hbf · Bw Dieringhausen (1982) · Bw Düren (1983) · Bw Engers (1957) · Bw Euskirchen (1966) · Bw Geldern (1967) · Bw Gremberg · Bw Herzogenrath (1950) · Bw Hohenbudberg (1983) · Bw Jülich (1962) · Bw Jünkerath (1966) · Bw Kleve (1963) · Bw Köln Bbf (1964) · Bw Köln-Deutzerfeld · Bw Köln Eifeltor (1973) · Bw Köln-Gereon (um 1940) · Bw Köln-Kalk Nord (1959) · Bw Köln-Nippes (1990) · Bw Koblenz-Lützel (1968) · Bw Koblenz-Mosel (1988) · Bw Krefeld (1992) · Bw Kreuzberg (1959) · Bw Linz (1954) · Bw Mayen (1983) · Bw Mönchengladbach · Bw Neuss (1975) · Bw Niederlahnstein (1951) · Bw Oberlahnstein (1962) · Bw Opladen (1960) · Bw Ratingen West (1951) · Bw Remscheid-Lennep (1960) · Bw Rheydt (1975) · Bw Solingen-Ohligs (1950) · Bw Stolberg (1976) · Bw Würselen (1950) · Bw Wuppertal-Langerfeld (1964) · Bw Wuppertal-Steinbeck · Bw Wuppertal-Vohwinkel (1971)

## Direktion Königsberg
Bw Königsberg · Bw Korschen · Bw Insterburg · Bw Tilsit · Bw Eydtkau · Bw Memel · Bw Allenstein · Bw Osterode · Bw Scharfenwiese · Bw Lyck · Bw Prostken · Bw Angerburg · Bw Guwalki · Bw Mohrungen · Bw Deutsch Eylau · Bw Marienburg

## Direktion München
Teile bis 1971 in Bundesbahndirektion Augsburg
Bw Augsburg · Bw Berchtesgaden (1966) · Bw Buchloe (1966) · Bw Freilassing · Bw Garmisch-Partenkirchen (1984) · Bw Ingolstadt · Bw Kempten · Bw Landshut (1984) · Bw Lindau (1983) · Bw Mühldorf · Bw München Hbf · Bw München-Ludwigsfeld (1953) · Bw München-Pasing (1941) · Bw München-Ost (1977) · Bw München-Steinhausen · Bw München-Thalkirchen (1952) · Bw Murnau (1950) · Bw Neu-Ulm (1961) · Bw Nördlingen (1983) · Bw Oberstdorf (1951) · Bw Plattling (1985) · Bw Rosenheim (1989) · Bw Schongau (1967) · Bw Simbach (1959) · Bw Treuchtlingen (1968)

## Direktion Nürnberg
Bw Ansbach · Bw Aschaffenburg · Bw Bamberg (ca. 1980) · Bw Bayreuth (1981) · Bw Gemünden/Main · Bw Hof · Bw Kirchenlaibach · Bw Lichtenfels · Bw Neuenmarkt-Wirsberg (seit 1977 Deutsches Dampflokomotiv-Museum) · Bw Nürnberg West (ehemals Bw Nürnberg Hbf.) · Bw Nürnberg Rbf. · Bw Passau · Bw Plattling · Bw Pressig-Rothenkirchen · Bw Regensburg · Bw Schwandorf · Bw Schweinfurt · Bw Straubing · Bw Weiden (1986) · Bw Würzburg

## Direktion Oppeln
Bw Gleiwitz · Bw Beuthen · Bw Peiskretscham · Bw Groschowitz · Bw Oppeln · Bw Neiße · Bw Nieder-Lindewiese · Bw Jägerndorf · Bw Troppau · Bw Zauchtel · Bw Hendebreck
· Bw Ratibor · Bw Kreuzburg · Bw Voßwalde · Nw Roßberg (Schmalspur-Bw)

## Direktion Osten
ab 1923 „Reichsbahndirektion Osten in Frankfurt (Oder)“
Bw Küstrin-Neustadt · Bw Landsberg (Warthe) · Bw Meseritz · Bw Schneidemühl Pbf · Bw Schneidemühl Bbf · Bw Kreuz · Bw Arnswalde · Bw Neu Bentschen · Bw Glogau · Bw Grünberg · Bw Guben · Bw Frankfurt (Oder) Pbf · Bw Frankfurt (Oder) Bbf

## Direktion Saarbrücken
Bw Cochem (1966) · Bw Dillingen (1973) · Bw Ehrang (1983) · Bw Gerolstein (1977) · Bw Hermeskeil (1955) · Bw Homburg (1967) · Bw Kaiserslautern · Bw Kirn (1966) · Bw Merzig (1957) · Bw Neunkirchen (1958) · Bw Saarbrücken Hbf · Bw Saarbrücken Vbf (1964) · Bw Simmern (1982) · Bw St.Wendel (1981) · Bw Trier · Bw Völklingen (1959) · Bw Zweibrücken (1962)

## Direktion Schwerin
Teile 1945 in Reichsbahndirektion Wittenberge
Teile bis 1990 in Reichsbahndirektion Greifswald
Bw Angermünde · Bw Barth (1967) · Bw Eberswalde · Bw Friedland (1950) · Bw Güstrow · Bw Hafenbahn Rostock · Bw Hagenow Land ab 1. Oktober 1945 · Bw Heringsdorf · Bw Neubrandenburg · Bw Neuruppin · Bw Neustrelitz · Bw Parchim (1967) · Bw Pasewalk · Bw Prenzlau (1967) · Bw Putbus (1966) · Bw Rostock · Bw Rostock Seehafen · Bw Saßnitz (1967) · Bw Schwerin · Bw Stralsund · Bw Templin (1971) · Bw Waren/Müritz (1969) · Bw Wismar · Bw Wittenberge · Bw Ludwigslust · Bw Wittstock (Dosse)

## Direktion Stuttgart
Bw Aalen (1976) · Bw Calw (1953) · Bw Crailsheim (1987) · Bw Freudenstadt (1977) · Bw Friedrichshafen (1982) · Bw Geislingen (1958) · Bw Heilbronn · Bw Horb (?) · Bw Kornwestheim · Bw Lauda (1976) · Bw Mühlacker (1952) · Bw Plochingen · Bw Pforzheim (1978) · Bw Rottweil (1978) · Bw Stuttgart Rosensteinpark · Bw Stuttgart-Untertürkheim (1953) · Bw Tübingen · Bw Ulm

## Direktion Stettin
Bw Stettin Gbf · Bw Stettin Hbf · Bw Jädickendorf · Bw Swinemünde · Bw Stargard · Bw Belgard · Bw Kolberg · Bw Naugard · Bw Bad Polzin · Bw Pyritz · Bw Stolp · Bw Neustettin · Bw Lauenburg · Bw Bütow